# Неофит (Скрибан)
Епископ Неофит (рум. Episcopul Neofit, в миру Николай Скрибан, рум. Nicolae Scriban; между 1803 и 1808, Бурдучэни, Сучава — 9 октября 1884, там же) — румынский священник, педагог, деятель национального возрождения, номинальный епископ эдесский, духовный писатель и публицист.

## Биография
Родился в семье священника. Начальное образование получил в родных местах при Монастыре Тодирени, в 1827 году был пострижен в монахи монастыря Горовеи, в 1833 году стал иеромонахом монастыря Трёх Иерархов и тогда же поступил учиться в Василианскую гимназию в Яссах (с 1835 года — Академия Михэйлянэ), которую окончил в 1838 году. В 1838—1839 годах учился в национальном коллегиуме св. Саввы. С 1839 по 1840 год был учителем в монастырской школе при монастыре Трёх Иерархов, но в 1841 году был изгнан за свои взгляды князем Михалом Струдзой в Нямц. С 1842 по 1843 год состоял профессором в Национальной школы Фэлтичени, с 1843 по 1846 год — профессором языка и богословия в греческой школе в Нямце, в 1846—1848 годах занимал должность директора школы при монастыре Трёх Иерархов в Яссах, в 1848—1862 годах состоял профессором истории, греческого языка, риторики и философии в Сокольской семинарии, при этом в 1860—1862 годах был ректором этого учреждения. В 1852 году был произведён в архимандриты, в 1862 году стал номинальным эпископом Эдессы (Греция), в 1862—1865 годах был заместителем епископа в Арджеше и 11 мая 1865 года должен был стать епархиальным епископом, но отказался и вернулся на прежнюю должность в Арджеш. Служил там в 1868—1873 годах, после чего вышел в отставку и вернулся на родину, где провёл последние годы.
С 1857 года был членом совета (дивана) Ад-хок — консультативного органа в вассальных по отношению к Османской империи дунайских княжествах. Получил известность защитой интересов церкви от посягательств князя А. Кузы, основанием национальной школы в Нямце, пропагандой идеи объединения Молдавии и Валахии. Главные работы: «Istoria unversală şi a patriei» (1852), «Unirea şi neunirea principatelor române» (1856), «Istoria mitropoliţilor Moldovei» (1857), «Cuvinte bisericesci» (1868), «Incercări poetice» (1870), «Călătoria la Pământul Sfânt» (1875).

## Публикации
- Urziri istorice sau curs metodic de istorie, prelucrare după D. E. Levi-Alvares. — Iași, 1851. — 212 p.;
- Metoda pentru studiul limbii elenice, după J. L. Burnouff, 2 vol., Iași, 1861 1862, XV + 318 p. (I) + 339 p. (II).
- Dublul paralel sau Biserica în fața papității și a reformei veacului XVI…. — Iași, 1851. — 117 p. (traducere după Alexandru Scarlat Sturdza);
- Testamentul Vechi studiat duce la cel Nou ori evidenții intrinsece ca Sacra Scriptură este însuflată de Dumnezeu pentru scularea și mântuirea omenirii…. — București, 1876, 113 p.
- Cuvinte bisericești rostite la diferite ocazii. — București, 1868. — 362 p. (alte cuvântări au apărut în broșură);
- A revizuit traducerea și a reeditat Mărgăritarele Sfântului loan Hrisostom. — București, 1872. — 384 p.
- Încercări poetice. Discursuri politice. Memoare și scrisori politice. — Iași, 1870. — 252 p.
- Călătoria mea la pământul sfânt și la Ierusalim… 1874. — București, 1875. — 50 p.
- Unirea și neunirea Principatelorю — Iași, 1856. — 27 p.
- Foloasele Unirii Principatelor. — Iași, 1856. — 37 p.
- Scurtă istorie și hronologie despre Mitropolia Moldovei. — Paris, 1857. — 28 p.
- Necesitatea clerului în societate și nevoia de punere a sa în adevărata cale a sortirii sale… însoțită de constituțiunea clerului ortodox din Transilvania. — Iași, 1858. — 58 p.
- Nelegalitatea și defecțiozitatea proiectului de lege pentru alegerea mitropoliților și a episcopilor din Principatele Unite. — lași. 1861. — 24 p.